# Instrumens Producerteam
Das Hamburger Instrumens Producerteam besteht aus den beiden Musikproduzenten Florian Olszewski (* 1. Februar 1984 in Reinbek) und Sebastian Winkler (* 29. Mai 1980 in Wismar).

## Werdegang
Florian Olszewski und Sebastian Winkler gründeten 2005 die Firma Instrumens Producerteam. Sie produzieren u. a. die US-Rapper Chamillionaire (Universal/Houston) und Birdman (Cash Money Records/Miami), aus China Young Kin (PPC/Beijing), den russischen Rapper Ligalize (Monolit/Moskau) und den französischen Hip Hopper Kool Shen (Universal/Paris).
Instrumens Producerteam produzieren, wie sie selber sagen „in Farben“. In 2008 produzierten sie als Executive Producer die kompletten Alben von Samy Deluxe – Dis wo ich herkomm, den Label Sampler von Deluxe Records Liebling, ich habe das Label geschrumpft und das Album Bombe von Ali A$.
Mit dem Song „Ruhe in Frieden“ produzierten sie 2008 den Beitrag von Samy Deluxe zum Dein Song Musikkomponist des Jahres Wettbewerb im Kinderkanal des ZDF. Ebenfalls produzierten sie die Titelsongs zu den DVDs Deluxe Zoom – Unplugged Vol. 1 und zur ersten deutschen Produzenten DVD „First there was the beat“. Im selben Jahr erfolgte in Zusammenarbeit mit dem langjährigen Lindenbergsekretär und Berater Erwin Hilbert  die Produktion eines Songs mit den Ludolfs, der in deren DVD-Staffel veröffentlicht wurde. Das Team produzierte alle Hilbertgospelproduktionen. Der von ihnen produzierte Song „Dis wo ich herkomm“ war Titelsong der gleichnamigen ZDF-Dokumentation, in der Samy Deluxe zwei Wochen mit fünf Jugendlichen durch Deutschland reiste und versuchte, „mehr über Deutschland zu erfahren, kulturelles Interesse bei Jugendlichen zu wecken und offen auf Menschen und fremde Inhalte zu zugehen“. Das ZDF begleitete die Reise mit einem Kamerateam und strahlte die fünfteilige Dokumentation vom 5. bis 9. Oktober 2009 auf dem ZDFinfokanal aus.

## Diskografie

### Alben
| Jahr | Interpret - Titel                                                       | Tracks | Chartplatzierungen |
| ---- | ----------------------------------------------------------------------- | ------ | ------------------ |
| 2006 | DJ L - Catch Me If You Can                                              | 1      |                    |
| 2006 | Young Kin - Monkey on da Grind                                          | 4      |                    |
| 2007 | Illo - Wer wenn nicht ich                                               | 4      | #99                |
| 2007 | Snaga & Pillath - Aus Liebe zum Spiel                                   | 1      | #38                |
| 2007 | Patrick mit Absicht - Jack Is Back                                      | 3      |                    |
| 2007 | Young Kin - The Dragon                                                  | 14     |                    |
| 2007 | Salif - Bolougne Boy                                                    | 1      | #56                |
| 2008 | Ali A$ - Bombe                                                          | 10     |                    |
| 2008 | Samy Deluxe mit Ali A$ & Tua - Liebling, ich habe das Label geschrumpft | 9      |                    |
| 2009 | Massiv - Meine Zeit                                                     | 1      | #30                |
| 2009 | Samy Deluxe - Dis wo ich herkomm                                        | 8      | #3 DE #4 CH #13 AT |
| 2009 | Samy Deluxe - Der letzte Tanz                                           | 6      | #98                |
| 2009 | Kool Shen - Conscience                                                  | 1      | #2                 |

### Singles, Remixe, EPs
| Jahr | Release                                                    | Titel                                                       | Chartplatzierungen |
| ---- | ---------------------------------------------------------- | ----------------------------------------------------------- | ------------------ |
| 2007 | Illo - Sie ist                                             | Let’s go Part II feat. Samy Deluxe & Manuellsen             | #82                |
| 2007 | Deluxe Records Splash Exclusive 2007                       | Samy Deluxe - 100 Bars                                      |                    |
| 2008 | Deluxe Records Splash Exclusive 2008                       | Samy Deluxe - Deluxe ist da                                 |                    |
| 2008 | Dynamite Deluxe - Alles bleibt anders                      | Dynamite Deluxe feat. Jan Delay - Alles bleibt anders (RMX) |                    |
| 2008 | Ali A$ - Ich bin ein Star holt mich hier raus              | Ali A$ - Ich bin ein Star holt mich hier raus               |                    |
| 2008 | Ligalize - My Moscow                                       | Ligalize - My Moscow                                        |                    |
| 2009 | Samy Deluxe - Bis die Sonne rauskommt / Dis wo ich herkomm | Samy Deluxe - Dis wo ich herkomm                            | #36                |
| 2009 | Samy Deluxe - Stumm                                        | Samy Deluxe - Stumm                                         | #87                |
| 2009 | Kool Shen                                                  | Kool Shen feat. Salif - C´est Bouillant                     |                    |